# Système de Combat Aérien du Futur
Het système de combat aérien du futur (SCAF), Zukünftiges Luftkampfsystem,  Futuro Sistema Aéreo de Combate, Future Combat Air System (FCAS) is een toekomstig Europees gevechtsvliegtuig van de zesde generatie dat tegen 2040 in Frankrijk de Dassault Rafale moet vervangen, in Duitsland en Spanje de Eurofighter Typhoon en in België de F-35 Lightning II.

## Frankrijk
Eind 2010 ondertekenden Frankrijk en het Verenigd Koninkrijk te Londen een militaire samenwerking tussen beide landen.
In juli 2012 werd €13 miljoen toegekend voor een fase van voorbereiding voor een programma van demonstratie van een toekomstig systeem van luchtgevecht (FCAS DPPP). 
Op de top te Brize Norton in 2014 kwamen de Franse president François Hollande en de Britse premier David Cameron overeen om zo een systeem te ontwikkelen.
Die studie zou steunen op de ervaring met de ontwikkeling van de prototypes Dassault nEUROn die vloog op 1 december 2012 en de BAE Taranis die vloog in 2013.
Beide landen lanceerden in 2014 voorstudies voor €150 miljoen, gegund aan Dassault Aviation, BAE Systems, Thales Groep, Leonardo (bedrijf), Rolls-Royce plc en Safran Aircraft Engines.
Op de Frans-Britse top te Amiens in 2016 kwamen beide landen overeen om de volgende fase in de ontwikkeling van een prototype te starten, maar op de top van januari 2018 werd de ontwikkeling van het prototype niet bevestigd.

## Verenigd Koninkrijk
Op de Farnborough Airshow van juli 2018 kondigden de Britten de ontwikkeling aan van hun eigen BAE Systems Tempest.
Dit moest voldoen aan hun Combat air strategy: An ambitious vision for the future gepubliceerd in juli 2018.
In 2019 stopten ze de samenwerking met Frankrijk.

## Duitsland
Op 13 juli 2017 kondigden de Duitse Bondskanselier Angela Merkel en de Franse president Emmanuel Macron op de raad van Franse en Duitse ministers te Parijs hun intentie aan om de SCAF samen te ontwikkelen.
Eind 2017 stelde Airbus Defence and Space hun visie op SCAF voor.
Op de “Internationale Luft- und Raumfahrtausstellung Berlin” kondigden Dassault Aviation en Airbus Defence and Space op 25 april 2018 hun samenwerking voor SCAF aan.
Op 26 april 2018 ondertekenden legergeneraal André Lanata en luitenant-generaal Erhard Bühler het bestek met de gestelde eisen.
Van Duitse zijde stemt dit overeen met de “Militärische Luftfahrtstrategie” gepubliceerd in 2016.
Het moest zowel luchtoverwicht kunnen behalen, dus onderscheppen en luchtgevechten winnen  als luchtsteun bieden aan grondtroepen en kunnen opstijgen van en landen op een vliegdekschip en voldoen aan de eisen van de NAVO en de Europese Unie.

Op 19 juni 2018 ondertekenden de Franse en Duitse ministers een intentieverklaring dat Frankrijk leidend is en dat andere landen kunnen toetreden.
Die intentieverklaring verduidelijkt dat SCAF polyvalent moet zijn en artificiële intelligentie bezitten en kunnen vechten in een netwerk onder meer met onbemande luchtvaartuigen.
Met het Verdrag van Aken van 22 januari 2019 drukten Frankrijk en Duitsland de wil uit om samen te werken.
In het bijzijn van de Duitse minister van Defensie Ursula von der Leyen en de Franse minister van Defensie Florence Parly werden op 6 februari 2019 te Gennevilliers contracten voor €65 miljoen gegund aan Dassault Aviation en Airbus Defence and Space voor een conceptstudie.

## Spanje
Spanje was vanaf het begin waarnemer van het project.
De ministers van Defensie van Frankrijk, Duitsland en Spanje ondertekenden op 14 februari 2019 een intentieverklaring. Zo kwam ook het Spaanse bedrijf Indra Sistemas erbij.
Dezelfde dag ondertekenden Safran Aircraft Engines en MTU Aero Engines een akkoord tot samenwerking voor de ontwikkeling van de reactiemotor voor het vliegtuig.
Begin 2020 raakten Frankrijk en Duitsland akkoord over de motoren.
Fase 1A werd gegund voor €155 miljoen gespreid over 18 maanden aan Dassault Aviation, Airbus Defence and Space, MTU Aero Engines, Safran Aircraft Engines, MBDA en Thales Groep.
Op 23 juni 2021 keurde de Bondsdag fase 1B goed.
Op 28 april 2023 keurden de ministers van Defensie van Frankrijk, Duitsland en Spanje te Madrid fase 1B goed en de drie landen brengen elk €1 miljard in gespreid over 36 maanden.
Fase 2 kost €8 miljard tot 2030.
De totale kost voor de ontwikkeling is geraamd op €50-80 miljard.

## België
In 2023 drongen Belgische bedrijven aan bij de Belgische federale regering om toe te treden tot hetzij SCAF, hetzij de BAE Systems Tempest. De minister van Defensie Ludivine Dedonder koos voor SCAF. In juni 2023 kondigde de Franse president Emmanuel Macron aan dat België toetrad als waarnemer. België trok €360 miljoen uit waarvan 10% afkomstig van de bedrijven.

## Concurrenten
Soortgelijke stealth gevechtsvliegtuigen van de zesde generatie die er commercieel en/of militair mee wedijveren:
- Rusland MiG-41
- China Chengdu J-36 voor de Luchtmacht van het Volksbevrijdingsleger
- China Shenyang J-50 voor de Marine van het Volksbevrijdingsleger
- Verenigd Koninkrijk BAE Systems Tempest
- Verenigde Staten Boeing F-47 voor de United States Air Force
- Verenigde Staten F/A-XX voor de United States Navy